# Cmentarz Jedenastu Tysięcy Dziewic (II) we Wrocławiu
Cmentarz Jedenastu Tysięcy Dziewic (II) – niezachowany cmentarz we Wrocławiu, znajdujący się na terenie dzisiejszego osiedla Karłowice, będący trzecim miejscem pochówku należącym do parafii Jedenastu Tysięcy Dziewic z Ołbina.
Cmentarz położony był przy szosie prowadzącej z Wrocławia w kierunku Polanowic. Główne wejście na cmentarz znajdowało się przy Pohlanowitzer Straße (obecnie ul. Henryka Kamieńskiego).

## Historia cmentarza

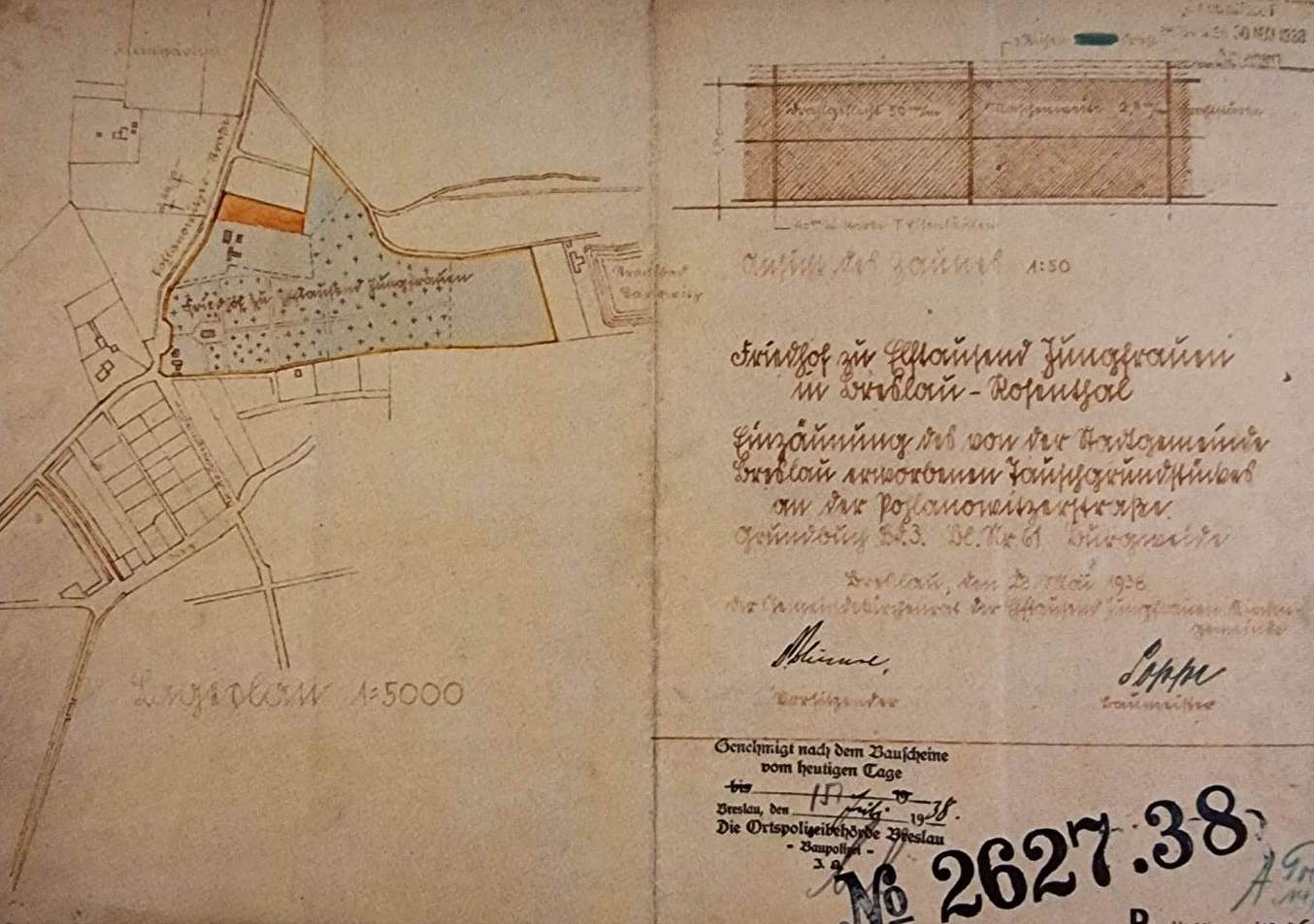
Plan sytuacyjny cmentarza z 1938 roku

W 1881 roku został zamknięty drugi cmentarz parafialny Jedenastu Tysięcy Dziewic przy ulicy Trzebnickiej. Zarząd parafii przez cztery lata starał się pozyskać nowe tereny pod trzeci cmentarz. 8 września 1893 roku wrocławski ratusz wyraził zgodę na powstanie nowego miejsca pochówku, a 29 maja 1894 roku na ten cel została zakupiona działka na terenie Polanowic. Wielkość parceli miała 50 mórg. W 1895 roku zaakceptowano projekt cmentarza, a 6 października 1896 roku nastąpiło uroczyste poświęcenie nekropoli. Z cmentarza korzystały trzy parafie:, Jedenastu Tysięcy Dziewic, od 1896 parafii przy nieistniejącym już kościele Miłości Bożej (Zur Liebe Gottes) przy Am den Baumschlusen (obecnie ul. Wacława Potockiego), od 1899 roku parafia przy kościele Odkupiciela (Erlöserkirche) przy Benderplatz (obecnie Plac Staszica). W ciągu pierwszych trzech lat na cmentarzu pochowano 933 zmarłych. Z powodu szybko zapełniającego się miejsca, w latach 1905–1938 rozszerzono wielkość cmentarza o 15 morgów w kierunku północnym i wschodnim. Ostatecznie wielkość cmentarza wynosiła 10,808 ha. W latach dwudziestych i trzydziestych odbywało się przeciętnie około czterystu pogrzebów rocznie. Ostatni pochówek miał miejsce w 1944 roku.
Po 1945 roku cmentarz popadał w zniszczenie. Pod koniec lat 50. XX wieku został wytypowany do zachowania, jednakże w grudniu 1963 roku na posiedzeniu Prezydium Rady Narodowej Miasta Wrocławia zatwierdzono kolejny wniosek o zamknięcie cmentarza z uzasadnieniem: „cmentarz niegrzebalny, (nieczynny) od czasów wojny, uporządkowany i konserwowany, przeznaczony na park dla okolicznych mieszkańców”. Ostatecznie cmentarz zlikwidowano w 1966 roku. W jego miejsce powstał Park Marii Dąbrowskiej na bazie wcześniej zasadzonego drzewostanu.

## Opis cmentarza
Cmentarz został podzielony na czternaście pól o nieregularnym kształcie z aleją główną biegnącą przez środek i ze ścieżkami krzyżującymi się pod kątem prostym w starszej części cmentarza lub w formie pętli (w nowszej części cmentarza). W części zachodniej nekropoli znajdowały się główne zabudowania wzniesione w latach 1895–1897. W centralnym miejscu cmentarza, naprzeciwko wejścia wytyczono plac, na którym wzniesiono kaplicę. Od 1 lipca 1896 roku w kaplicy odbywały się regularne nabożeństwa dla wiernych z parafii pod wezwaniem Miłości Bożej. W południowo-zachodnim narożniku cmentarza znajdowały się budynki administracyjne i mieszkalne: dom dla ogrodnika, budynek gospodarczy i stróżówka. W 1919 roku wzniesiono dodatkowy dom dla personelu, a w 1937 jeszcze jeden budynek gospodarczy. W latach 1929–1930 cały obszar cmentarza skanalizowano, w budynkach wydzielono toalety. W 1936 założono instalację elektryczną i gazową oraz podłączono linie telefoniczne.
Przed kaplicą w 1922 roku ustawiono pomnik ku czci parafian poległych podczas I wojny światowej.